# Флавий Филипп (консул 408 года)
Флавий Филипп (лат. Flavius Philippus) — римский государственный деятель начала V века.
О происхождении Филиппа нет никаких сведений. Возможно, он был потомком консула 348 года, носившего такое же имя. В 408 году Филипп занимал должность ординарного консула вместе с Аницием Авхением Бассом. Вопрос, был ли Филипп назначен на Востоке или на Западе империи продолжает быть спорным. Возможно, его следует идентифицировать с префектом Рима 391 года Флавием Филиппом.